# Serhij Makarenko
Serhij Lavrentijovyč Makarenko (in ucraino Сергій Лаврентійович Макаренко?, in russo Сергей Лаврентьевич Макаренко?, Sergej Lavrent'jevič Makarenko; Kryvyj Rih, 11 settembre 1937) è un ex canoista sovietico, dal 1991 ucraino.

## Palmarès

### Olimpiadi
- 1 medaglia:
  - 1 oro (Roma 1960 nel C2 1 000 metri)

### Mondiali
- 1 medaglia:
  - 1 oro (Jajce 1963 nel C2 10 000 metri)